# Петсі Елсенер
Петсі Елсенер (англ. Patsy Elsener, 22 жовтня 1929 — 29 вересня 2019) — американська стрибунка у воду.
Медалістка Олімпійських Ігор 1948 року.